# Stuttgart-Nord
Koordinaten: 48° 48′ N, 9° 11′ O
Stuttgart-Nord ist einer der fünf inneren Stadtbezirke der baden-württembergischen Landeshauptstadt Stuttgart.

## Geographie
Stuttgart-Nord verläuft von der Doggenburg auf den höchsten Punkt, den Gähkopf (409 m über NN) mit dem Bismarckturm, über den Killesberg und den Pragsattel zum Rosensteinpark und zum Pragfriedhof. Der Pragsattel liegt auf dem tiefsten Punkt eines Höhenrückens vom Killesberg zum Burgholzhof.
In Stuttgart-Nord befinden sich zahlreiche gute Wohnlagen und Aussichtspunkte auf die Stuttgarter Innenstadt. Hierzu zählen die Straßen der Höhen- und Halbhöhenlage wie zum Beispiel: Am Bismarckturm, Am Gähkopf, Cäsar-Flaischlen-Straße, Eduard-Pfeiffer-Straße, Feuerbacher Heide, Lenzhalde, Robert-Bosch-Straße und Schottstraße.

## Geschichte
Der Stadtbezirk entstand 1956, als die Landeshauptstadt in Stadtbezirke eingeteilt wurde. Zunächst bestand er nur aus dem gleichnamigen Stadtteil 7000 Stuttgart-Nord. Die westliche Grenze verläuft von der Doggenburg entlang des Herdwegs, die östliche Grenze am Feuerbacher Weg, Weißenhof und Killesberg.
Bei der Neugliederung der Stuttgarter Stadtteile zum 1. Januar 2001 wurde der Stadtbezirk in 11 Stadtteile aufgeteilt. Sie heißen Am Bismarckturm, Am Pragfriedhof, Am Rosensteinpark, Auf der Prag, Heilbronner Straße, Killesberg, Lenzhalde, Mönchhalde, Nordbahnhof, Relenberg und Weißenhof.

## Politik
- CDU: 4
- Grüne: 3
- SPD: 1
- AfD: 1
- FW: 1
- FDP: 1
- Linke: 1
- SÖS: 1

Die Ergebnisse der Gemeinderatswahlen in den Stadtbezirken sind maßgebend für die Anzahl der Sitze der Parteien in den Bezirksbeiräten. Die Kommunalwahl 2024 ergab die in der nebenstehenden Grafik abgebildeten Stimmenanteile und die nebenstehende Verteilung der 13 Sitze des Bezirksbeirates.
Ehrenamtliche Bezirksvorsteherin des Stadtbezirkes Stuttgart-Nord ist Sabine Mezger.

## Wirtschaft und Infrastruktur

### Verkehr

#### Fernstraßen
Am Pragsattel kreuzen sich die Bundesstraßen 10, 27 und 295. 

#### Bahnverkehr
Der Pragsattel ist außerdem Knoten- und Umsteigepunkt der Stadtbahnlinien von Stuttgart-Mitte und Bad Cannstatt zu den nördlichen Stadtbezirken Feuerbach, Zuffenhausen, Weilimdorf, Stammheim und zur Nachbarstadt Gerlingen.
Eine weitere Stadtbahnlinie führt durch die Nordbahnhofstraße nach Mühlhausen und in die Nachbarkommune Remseck.
Außerdem halten am Nordbahnhof vier der wichtigsten sieben S-Bahn-Linien, welche die Haltestelle Schwabstraße in Stuttgart-West mit nördlichen und westlichen Nachbarstädten verbindet. Die anderen Ziele der S-Bahn sind mit Umsteigen am Hauptbahnhof erreichbar. Künftig soll die zusätzliche Haltestelle Mittnachtstraße ein Teil der "Stammstrecke" sein, so dass dann von dort aus alle S-Bahn-Ziele direkt erreichbar sind.

#### Busverkehr
Die Buslinien 43 und 44 der SSB verbinden den Stadtteil mit der Innenstadt.

#### Radverkehr
Die Hauptradroute (HRR) 5 verläuft von Stuttgart-Mitte kommend durch die Nordbahnhofstraße und biegt nach dem Nordbahnhof zum Pragsattel ab. Weiter verläuft sie über Zuffenhausen Richtung Kornwestheim. Am Pragsattel kreuzt sie die HRR 6, die von Bad Cannstatt über Feuerbach nach Weilimdorf führt. Die beiden Routen sind weitgehend beschildert und gehören auch zum Radnetz Baden-Württemberg.
Außerdem ist als Hauptradroute zweiter Ordnung die HRR 22 vorgesehen, die vom Hegelplatz in Stuttgart-Mitte über den Killesberg nach Feuerbach führen soll. 
Für die Zukunft ist vorgesehen, dass unter anderem Zuffenhausen und Kornwestheim sowie Feuerbach, Weilimdorf und Ditzingen vom Stadtzentrum aus auch mittels Radschnellverbindungen erreichbar sind. Diese sollen in Stuttgart-Nord vor allem auf derzeitigen Gleisanlagen geführt werden, die durch das Projekt "Stuttgart 21" freiwerden sollen. Auch die Strecke zwischen dem Stadtzentrum und Bad Cannstatt würde dann den Stadtbezirk streifen.

### Freizeit und Sport
- Killesbergbahn Stuttgart
- Höhenfreibad Killesberg von 1938 im Höhenpark
- SV Prag Stuttgart, Sportverein dieses Gebietes seit 1899
- Tennisanlage Weißenhof

## Kultur, Religion und Sehenswürdigkeiten

### Schulen
In Stuttgart-Nord gibt es zwei öffentliche Gymnasien (Eberhard-Ludwigs-Gymnasium, Hölderlin-Gymnasium), drei öffentliche Grundschulen (Grundschule im sonnigen Winkel, Mühlbachhofschule, Pragschule), die öffentliche Grund- und Hauptschule Rosensteinschule, zwei öffentliche Gewerbliche Schulen (Steinbeisschule, Werner-Siemens-Schule), eine Hochschule: die Staatliche Akademie der Bildenden Künste Stuttgart, die öffentliche Kaufmännische Schule Stuttgart-Nord und ein öffentlicher Schulkindergarten für Kinder und Jugendliche mit mehreren Behinderungen. Die Freie Waldorfschule am Kräherwald befindet sich ebenfalls in Stuttgart-Nord.

### Theater und Museen
- Weissenhofmuseum

### Bauwerke
- Bismarckturm, auf dem Gähkopf in Stuttgart-Nord, 1904 errichtet.
- Kriegsbergturm oberhalb des Katharinenhospitals
- Theodor-Heuss-Haus, Wohnhaus und Gedenkstätte des ersten Bundespräsidenten
- Killesbergturm, Perkins Park und Höhenfreibad beim Höhenpark Killesberg
- Weißenhofsiedlung, denkmalgeschützte Werkbundsiedlung von 1927
- Kochenhofsiedlung von 1933
- Pragsattel mit Hochbunker
- Staatliche Akademie der Bildenden Künste Stuttgart, 1913 als Kunstgewerbeschule gegründet
- Birkendörfle, der Stuttgarter Schwarzwald
- Gedenkstätte „Zeichen der Erinnerung“ am Nordbahnhof
- Wagenhallen, Veranstaltungsort und Künstlerateliers

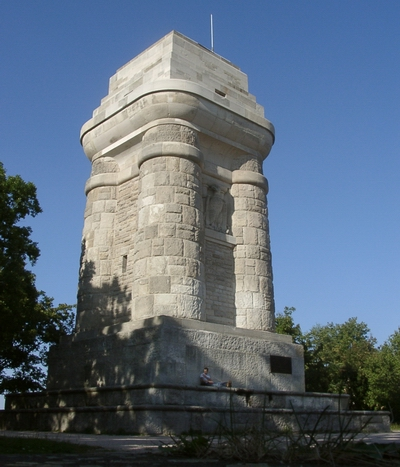
Bismarckturm auf dem Gähkopf
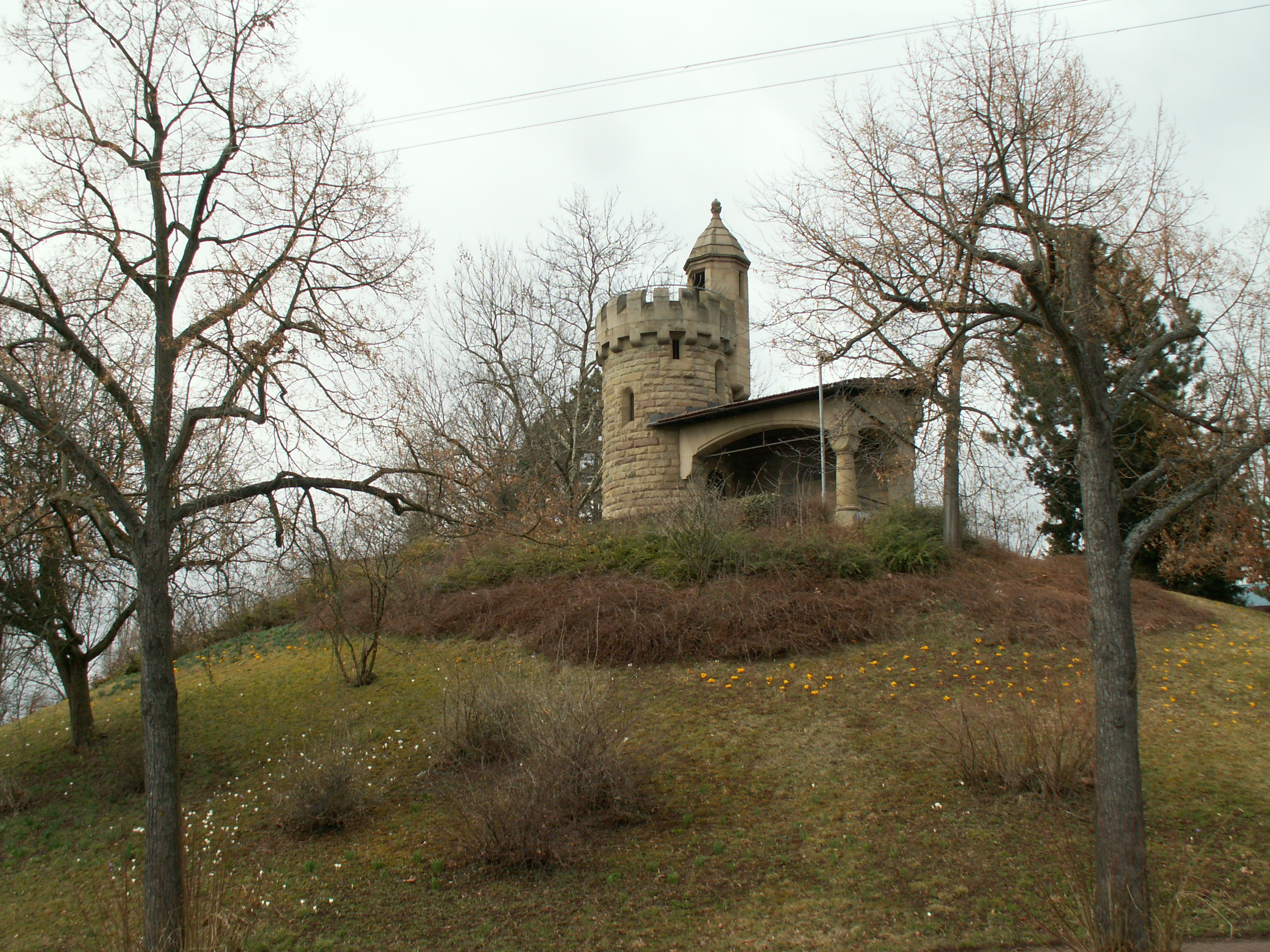
Kriegsbergturm
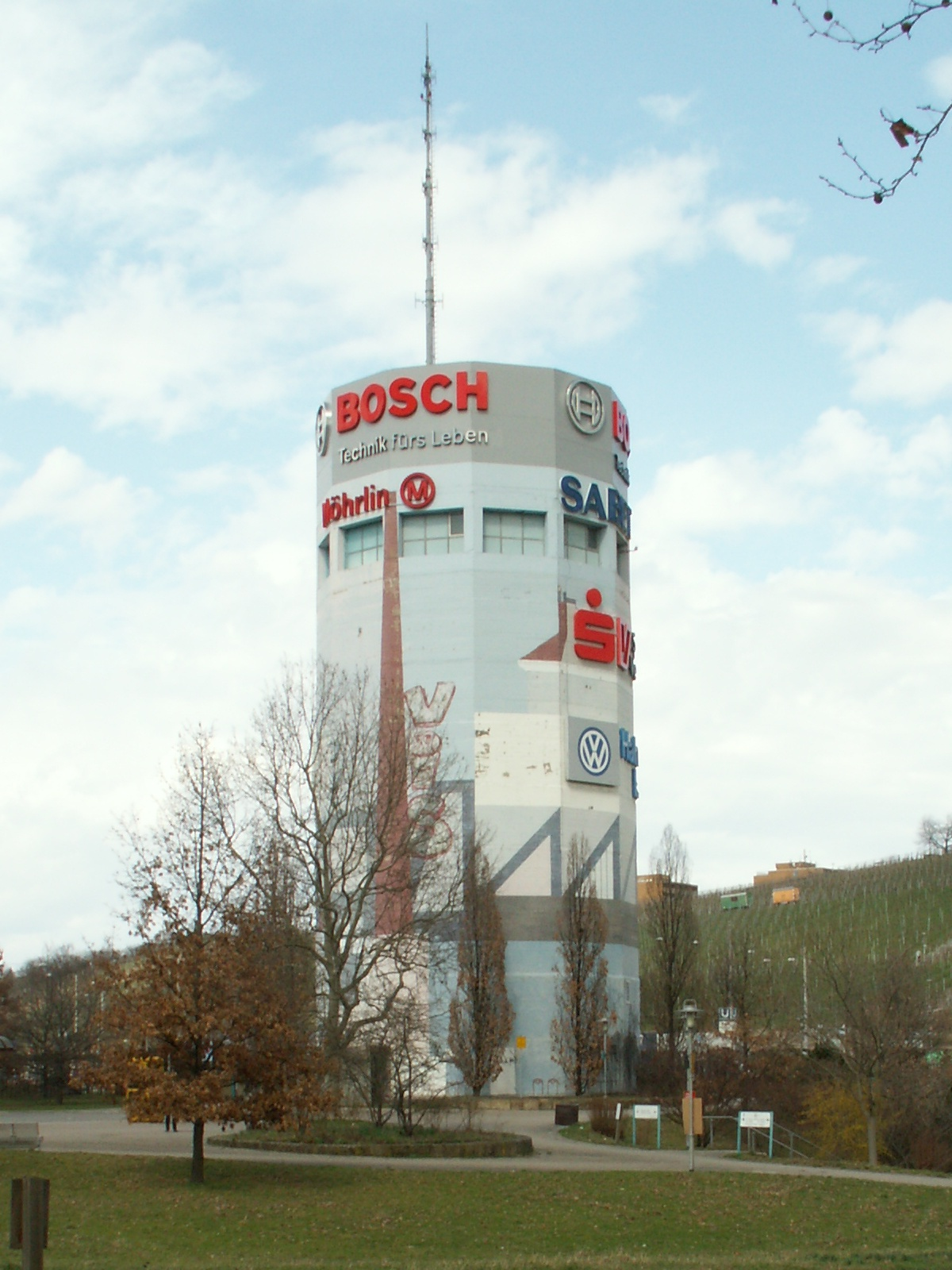
Ehemaliger Luftschutzbunker auf dem Pragsattel
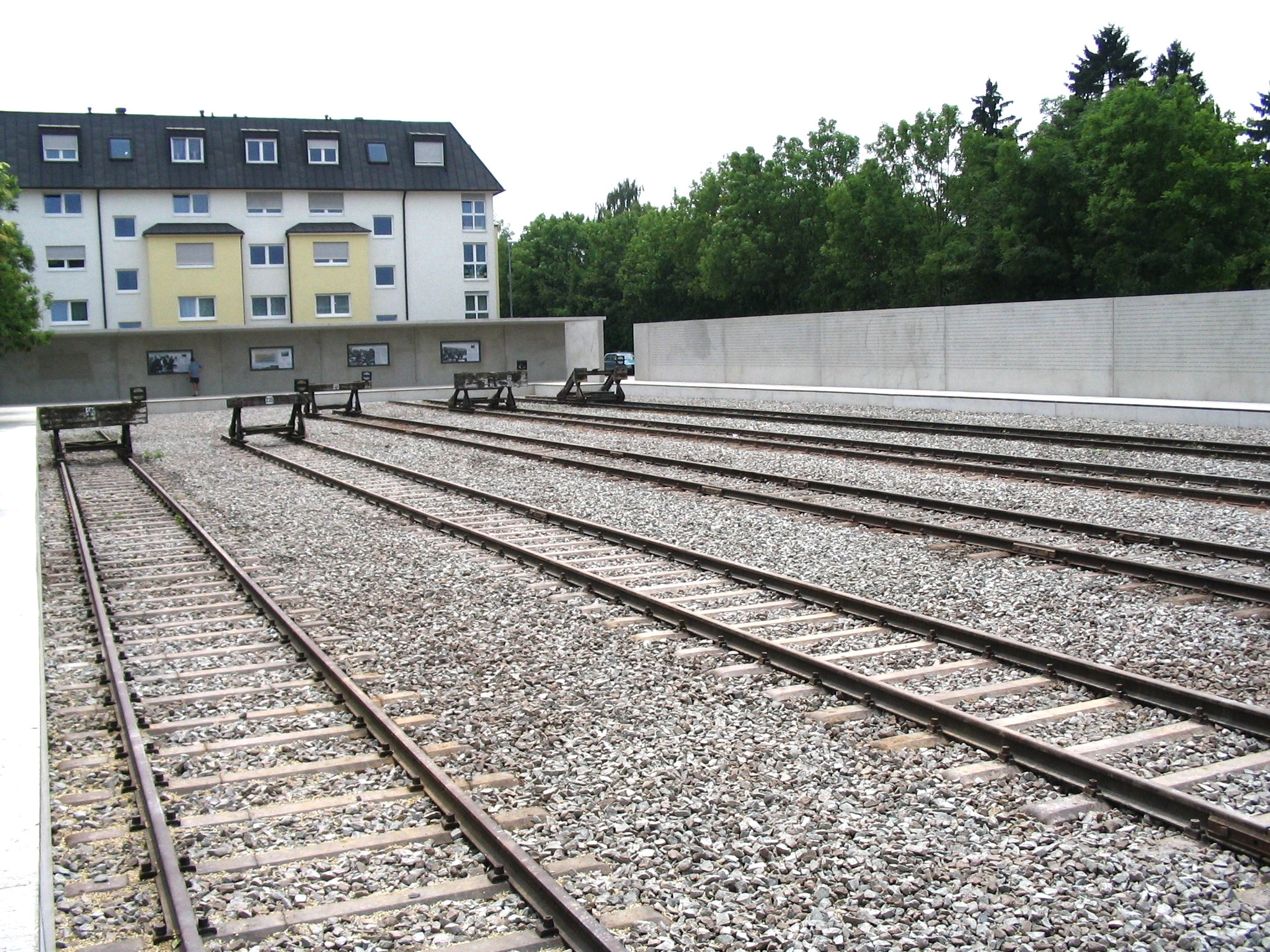
Gedenkstätte „Zeichen der Erinnerung“ am Nordbahnhof
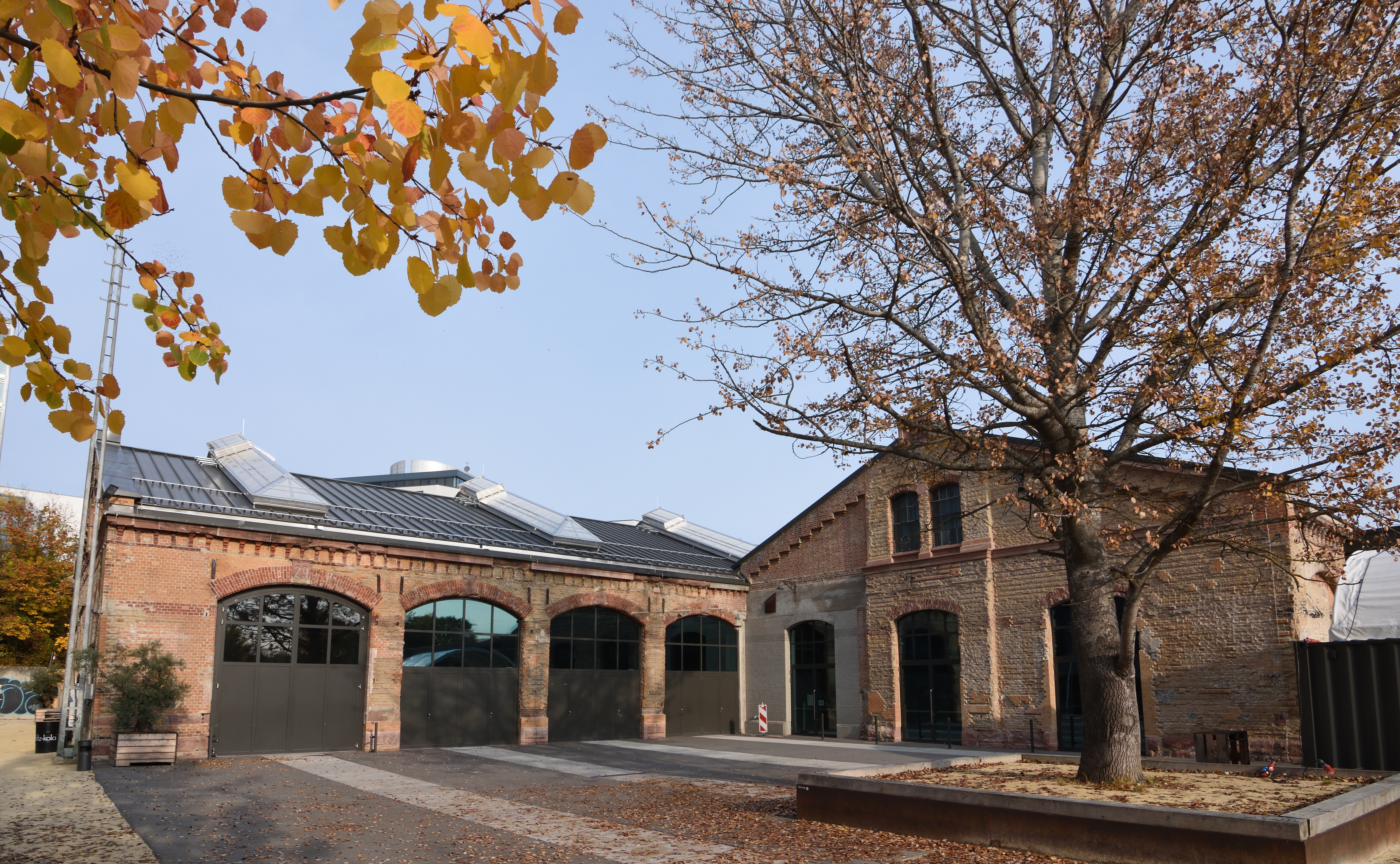
Veranstaltungsgebäude Wagenhallen

### Kirchen und Statistik
Folgende Kirchen befinden sich im Stadtbezirk Stuttgart-Nord:
- Heiliger-Alexander-Nevskij-Kirche auf dem Pragfriedhof, russisch-orthodox
- Christophkirche, Fleckenweinberg 29, evangelisch[5]
- Erlöserkirche in der Birkenwaldstraße 24, evangelisch
- Kirche St. Georg gegenüber dem Pragfriedhof an der Heilbronner Straße, katholisch[6]
- Martinskirche beim Pragfriedhof, Eckartstraße 2, evangelisch[7]
- Waldkirche, Am Kräherwald 175, evangelisch

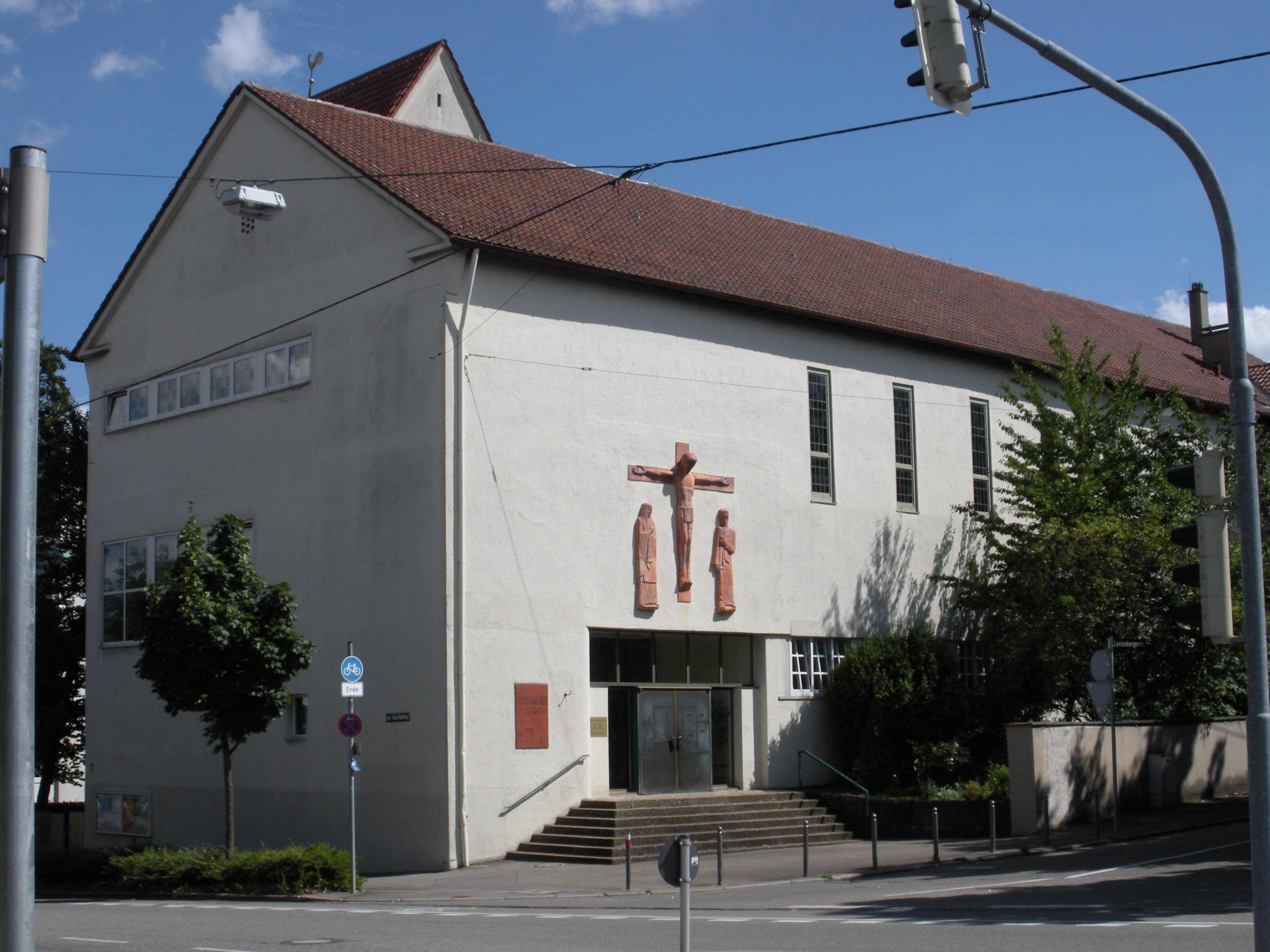
Brenzkirche
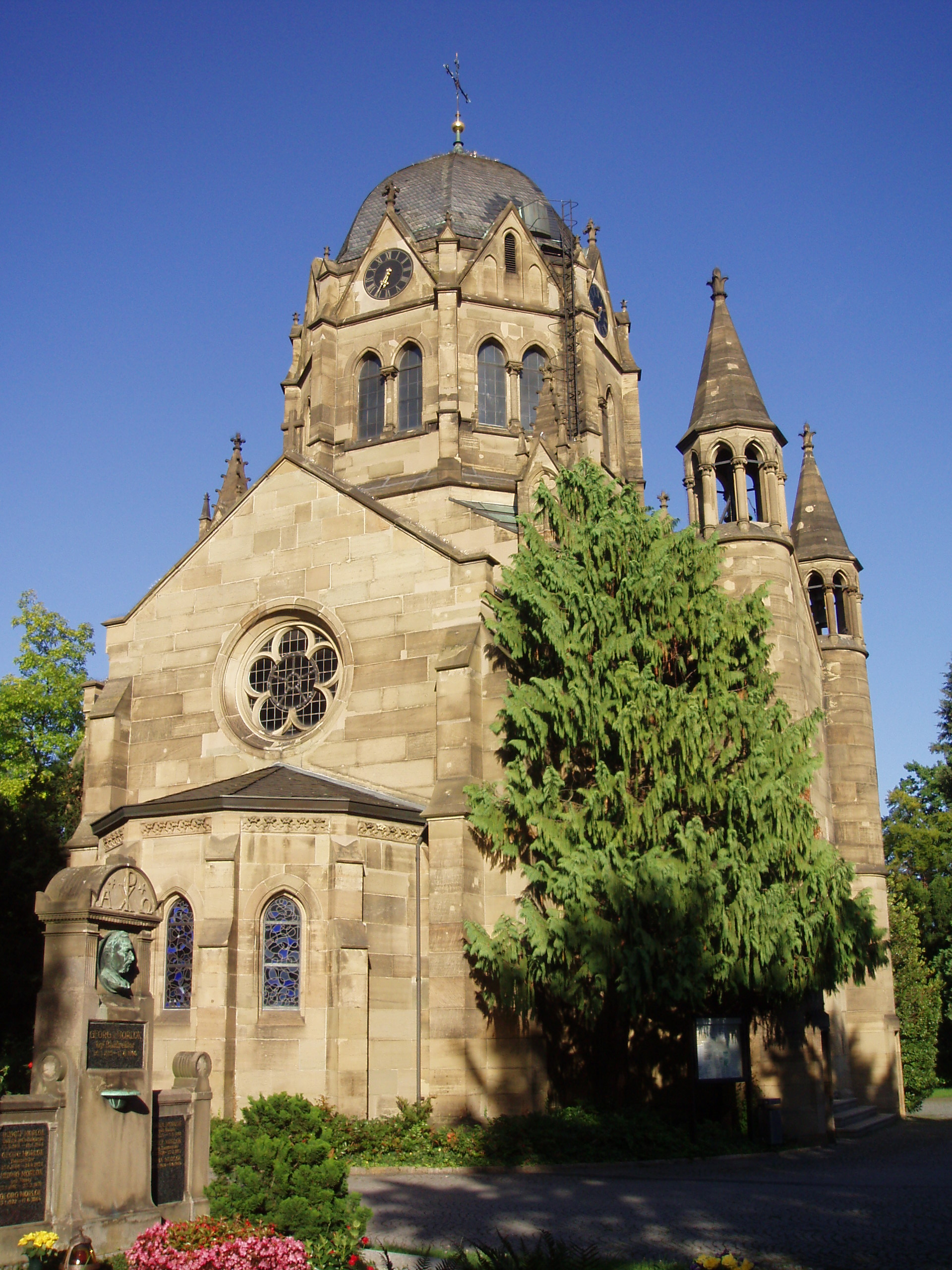
Heiliger-Alexander-Newskij-Kirche
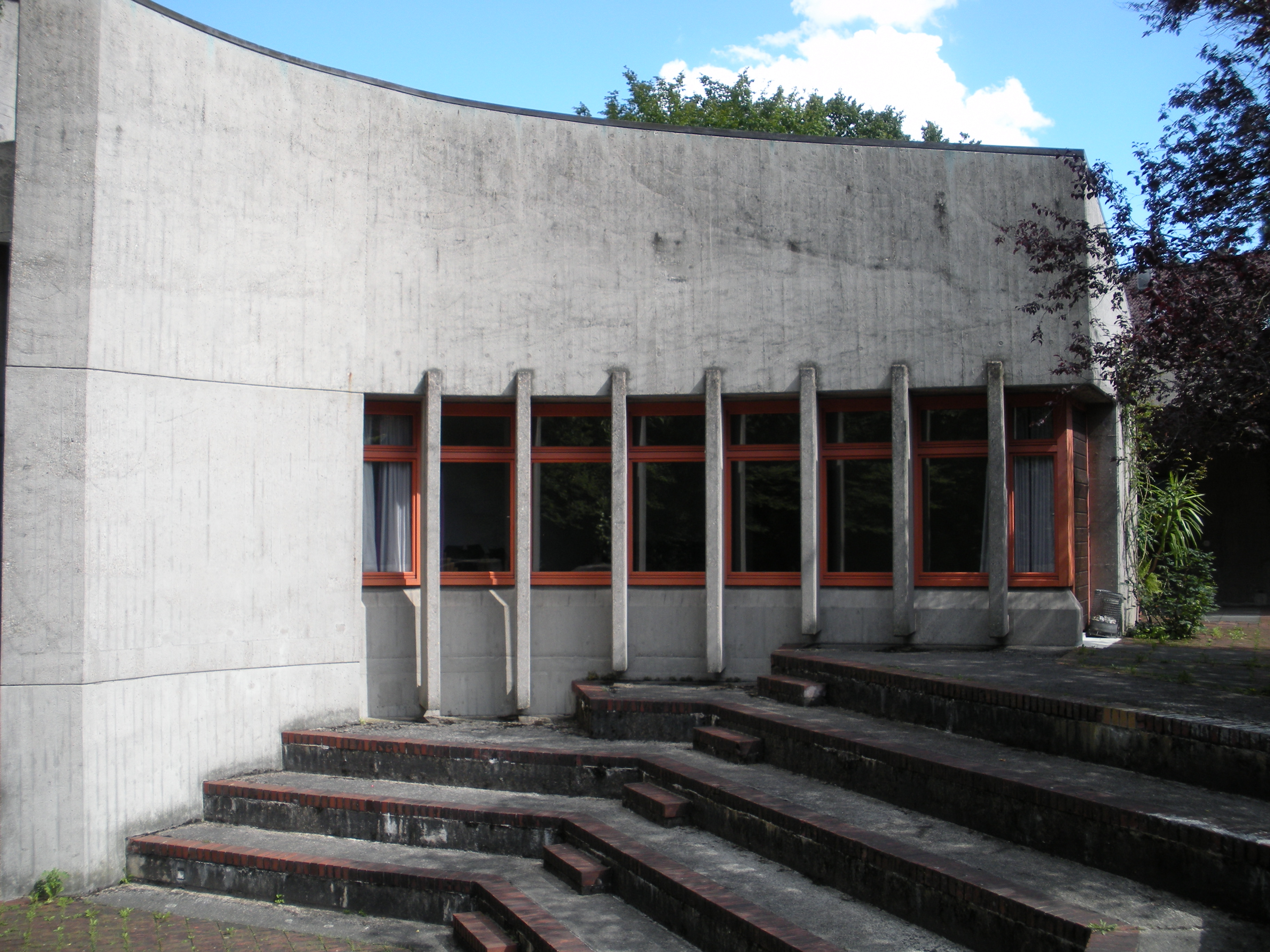
Kirchensaal der Christophkirche
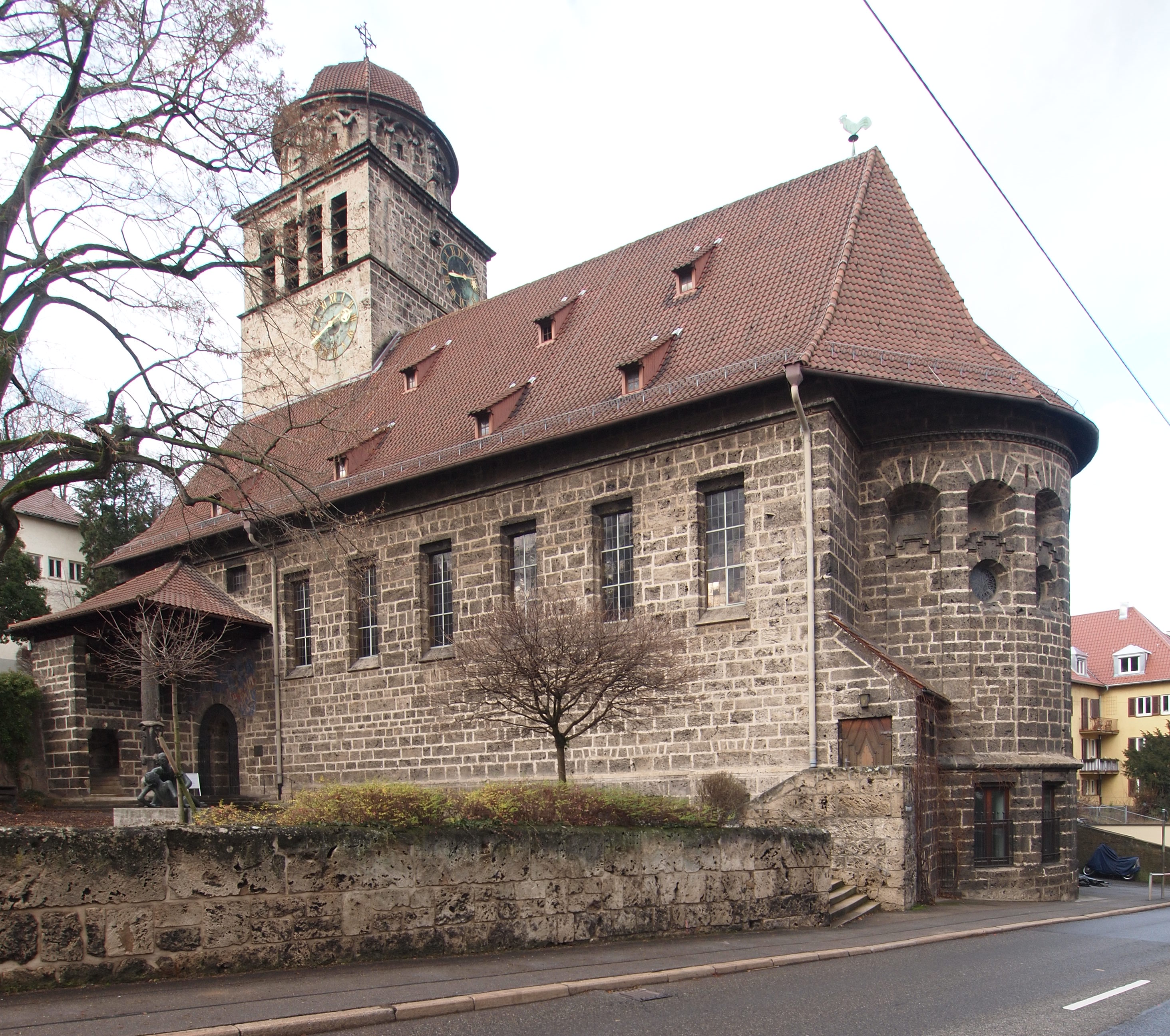
Erlöserkirche
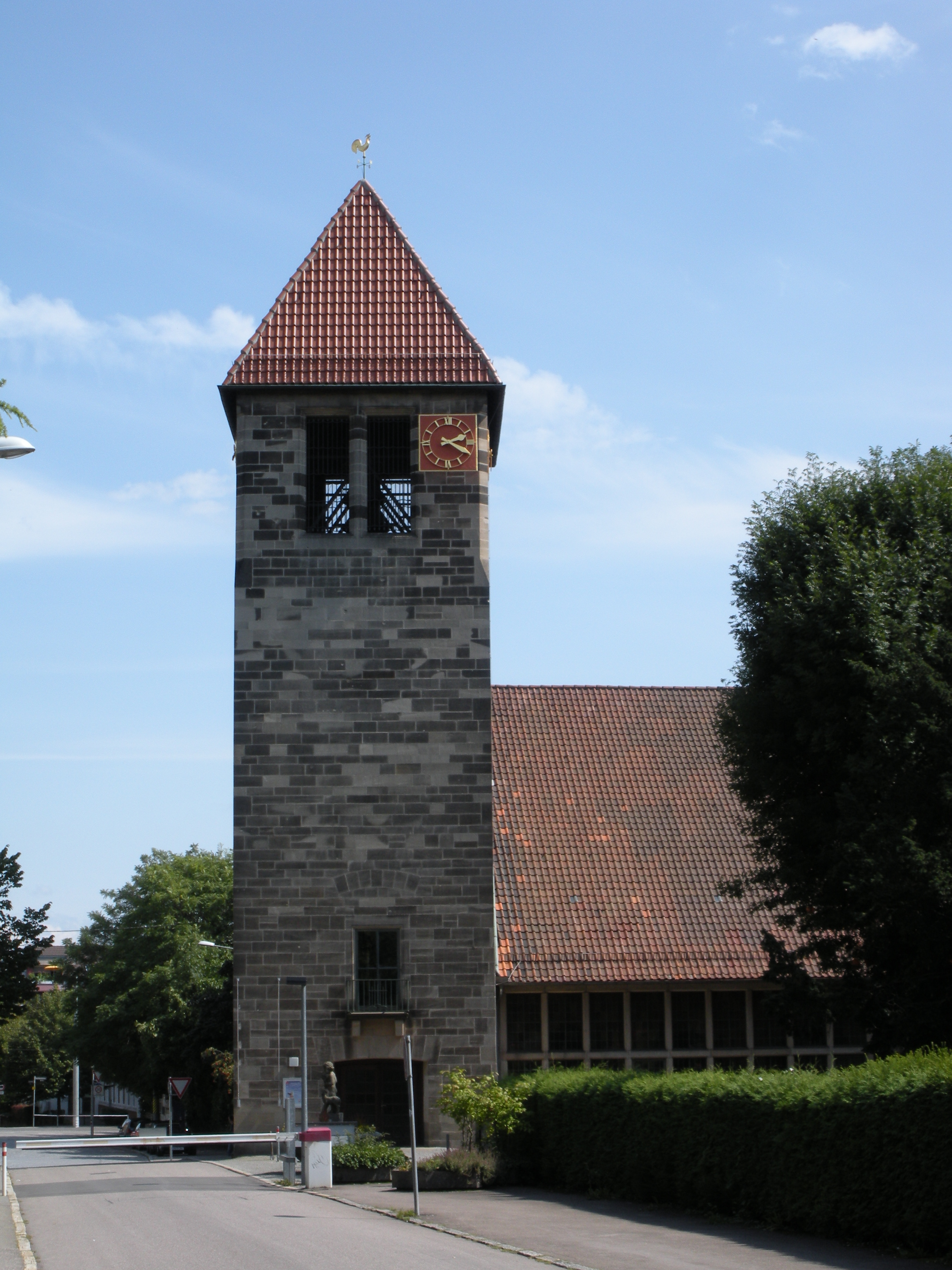
Martinskirche
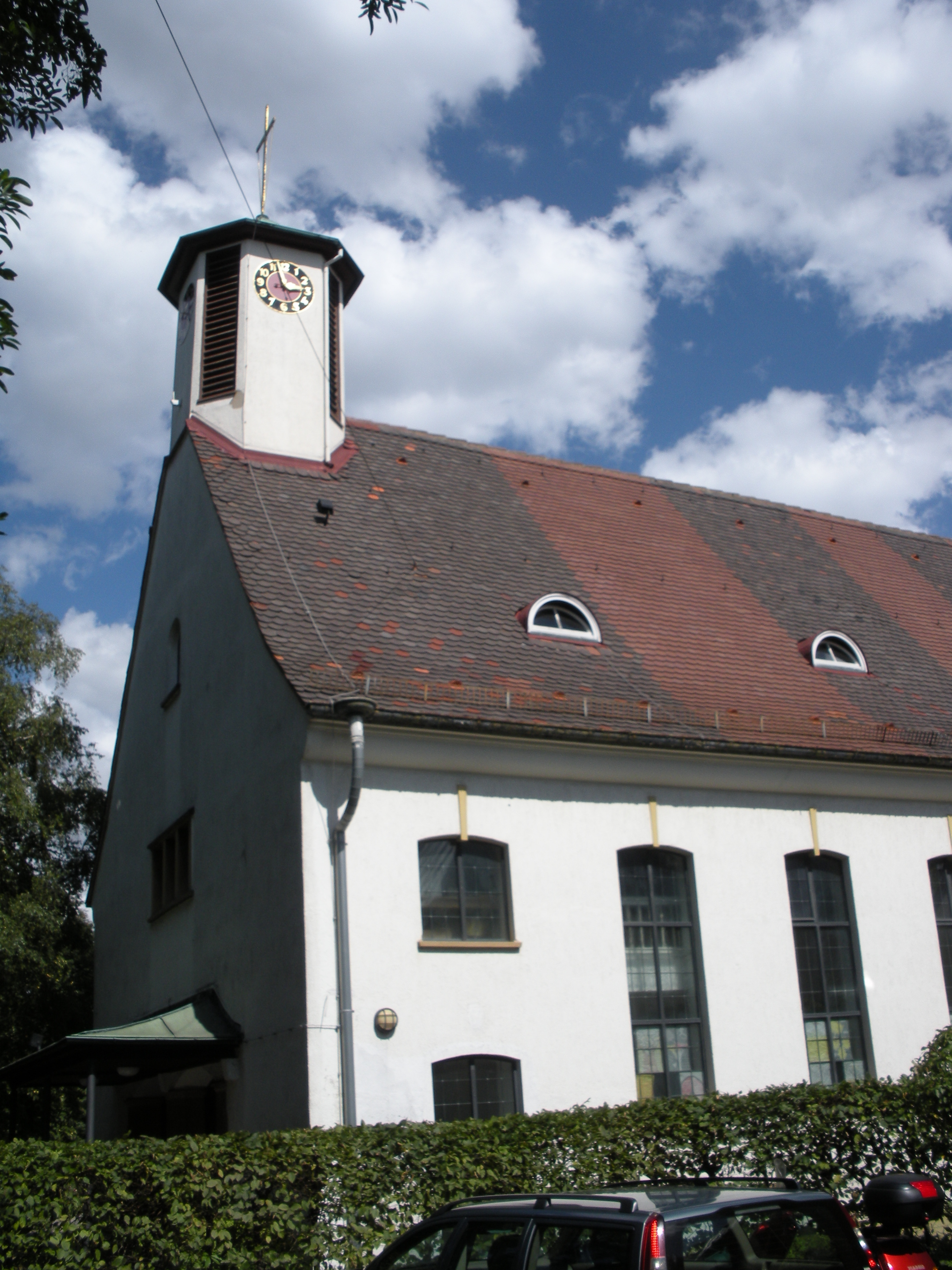
Waldkirche

Die Zahl der Protestanten in Stuttgart sinkt kontinuierlich. Ende 2019 hatte Stuttgart-Nord 27.727 Einwohner davon 22 % Katholiken, 22 % Protestanten und 56 % hatten entweder eine andere oder gar keine Religionszugehörigkeit.

## Parkanlagen
- Höhenpark Killesberg, entstanden anlässlich der Reichsgartenschau 1939
- Rosensteinpark mit Schloss Rosenstein
- Wartberg, Ausstellungsgelände der IGA 1993
- Chinesischer Qingyin-Garten im Weinberg an der Birkenwaldstraße

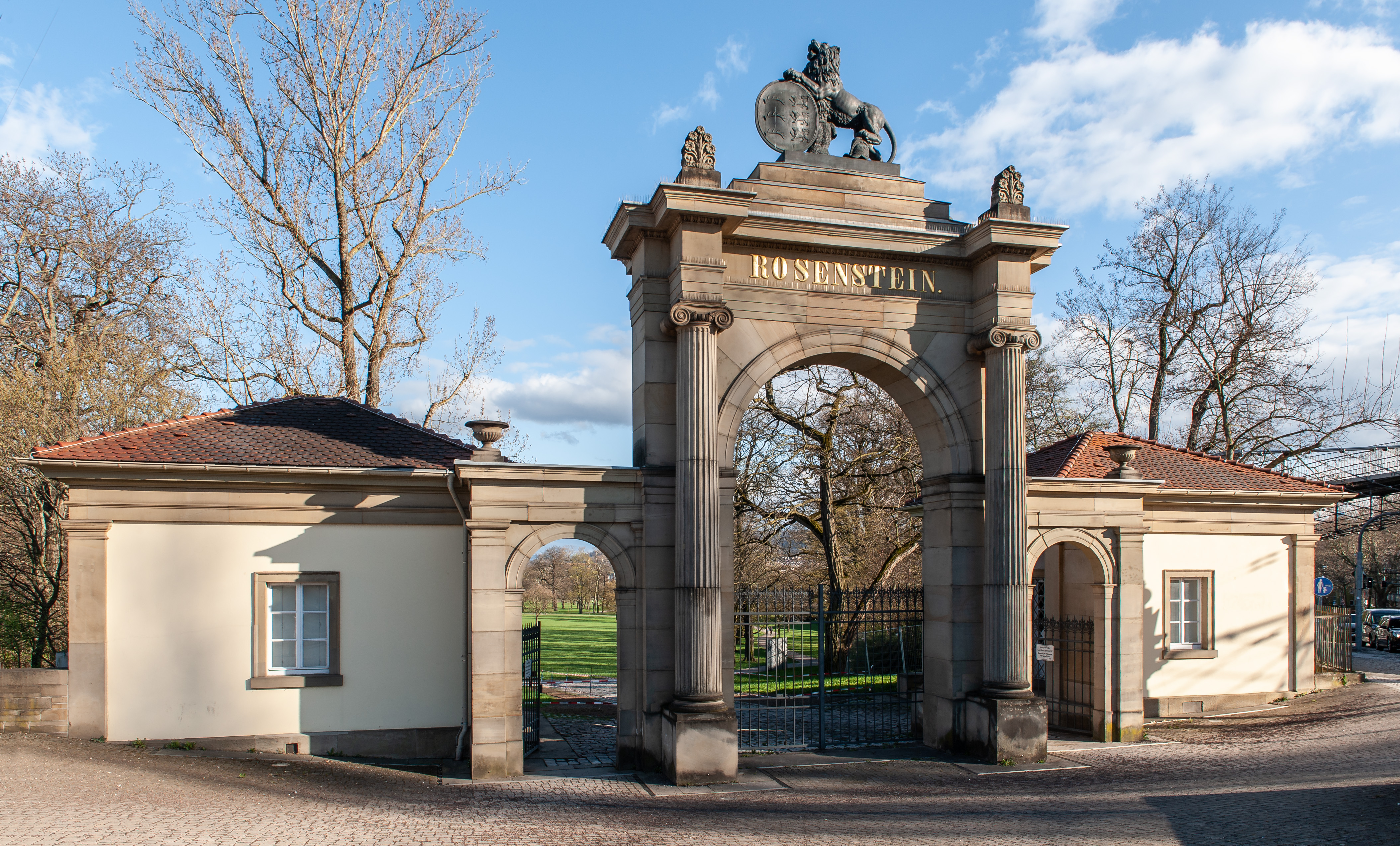
Löwentor am Rosensteinpark
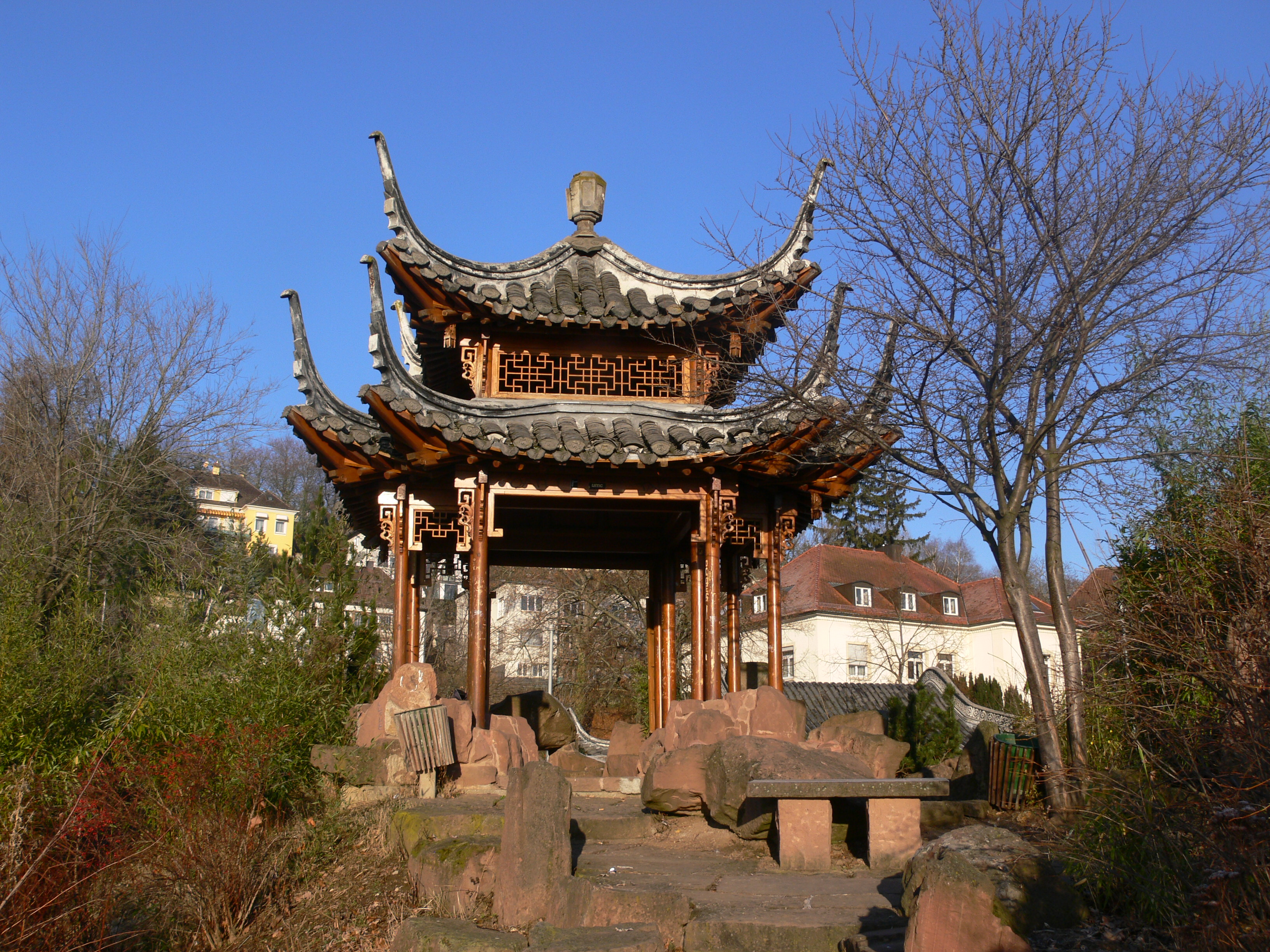
Chinagarten
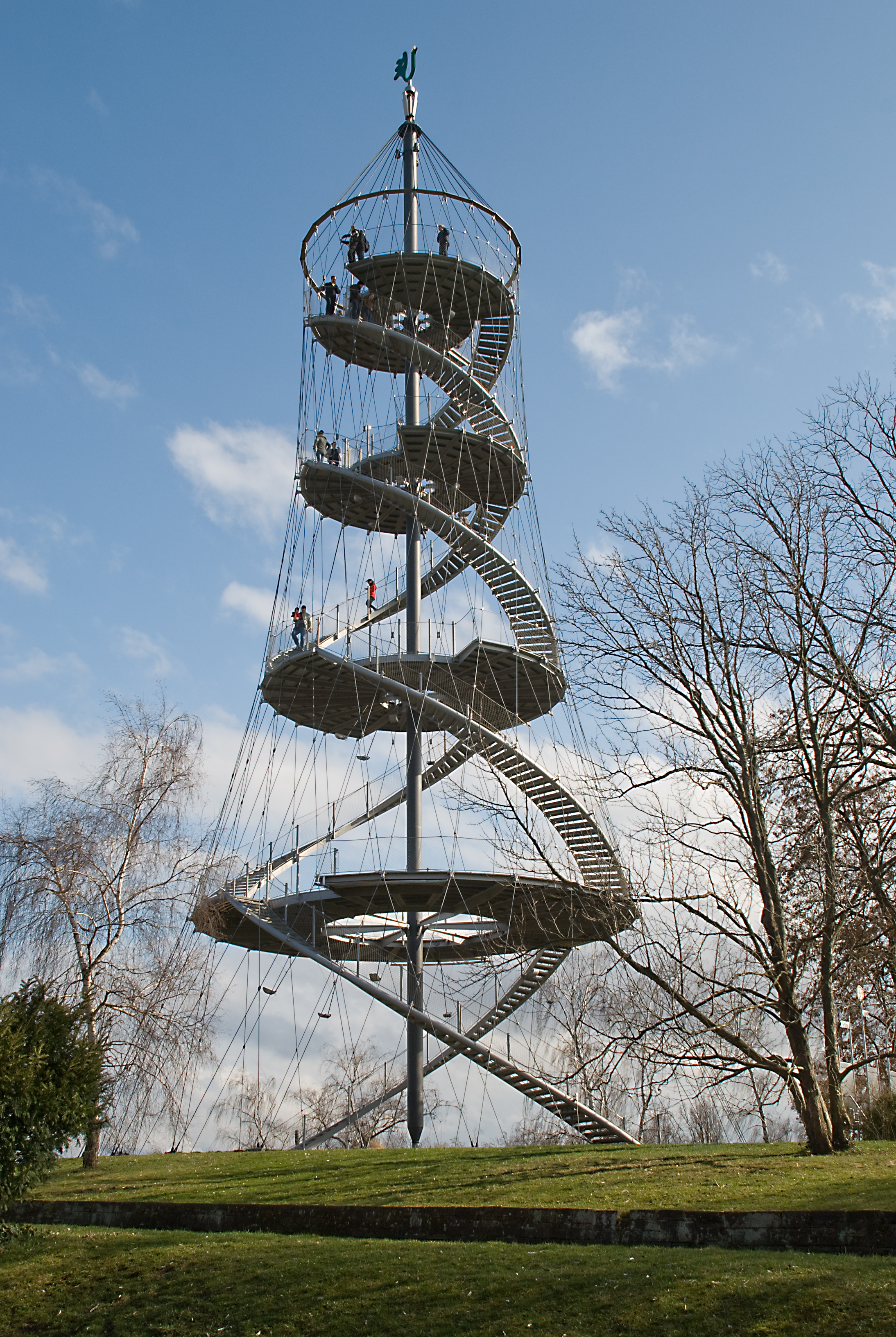
Killesbergturm
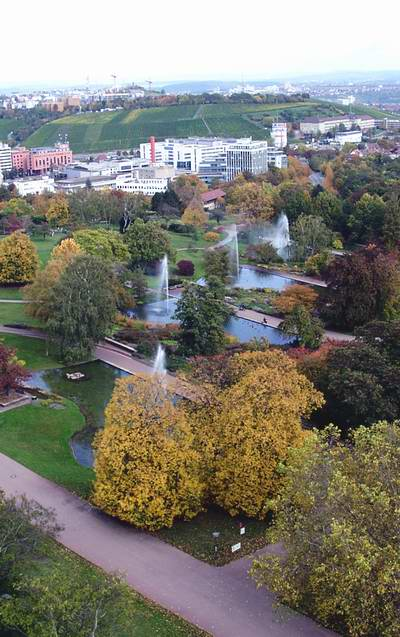
Springbrunnen im Höhenpark Killesberg
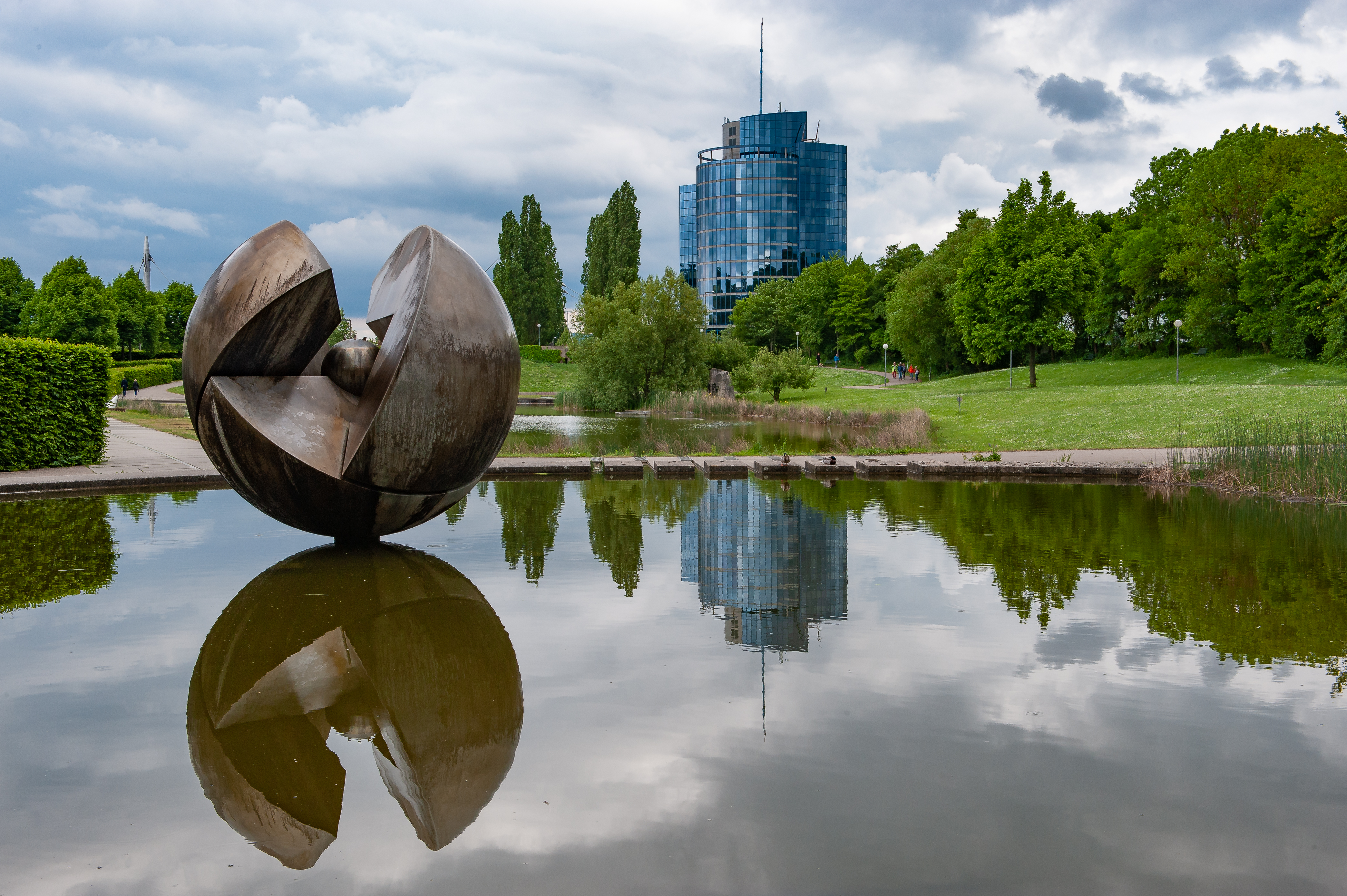
Egelsee am Wartberg

### Pragfriedhof
Der 1873 eröffnete Pragfriedhof liegt südlich unterhalb des Pragsattels an der Heilbronner Straße. Er ist mit 20 Hektar einer der größten Stuttgarter Friedhöfe. Die Feierhalle wurde von 1905 bis 1907 im Jugendstil als einziges Krematorium Stuttgarts erbaut.
Auf dem Parkfriedhof sind unter anderen folgende Personen begraben:
- Willi Baumeister, Maler
- Eduard Mörike, Dichter
- Eduard Otto Moser, Schokoladenfabrikant
- Anna Sutter, Opernsängerin
- Daniel Stocker, Bildhauer

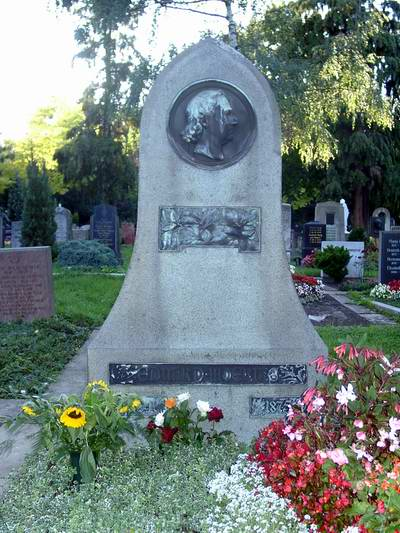
Grabmal für Eduard Mörike
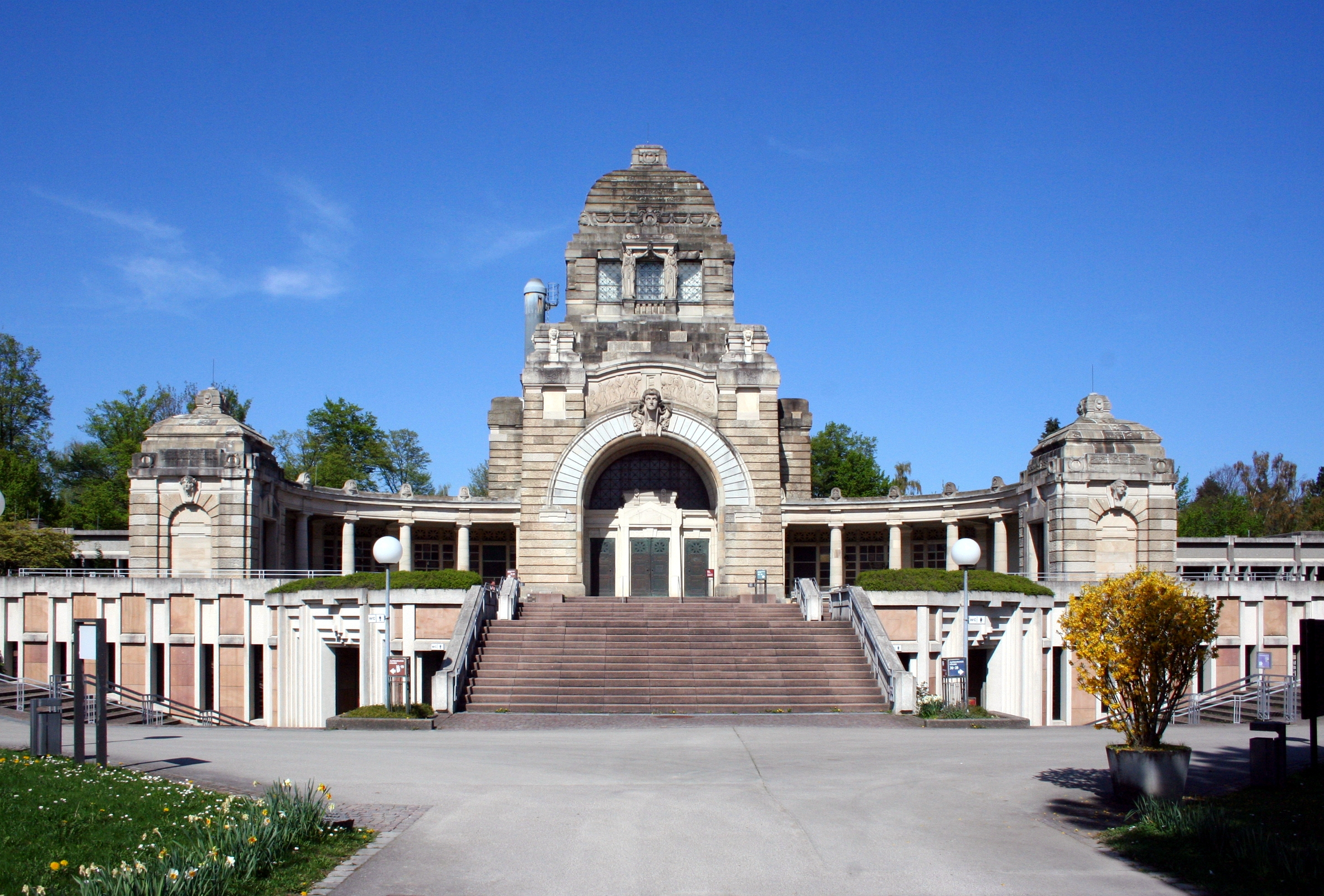
Krematorium
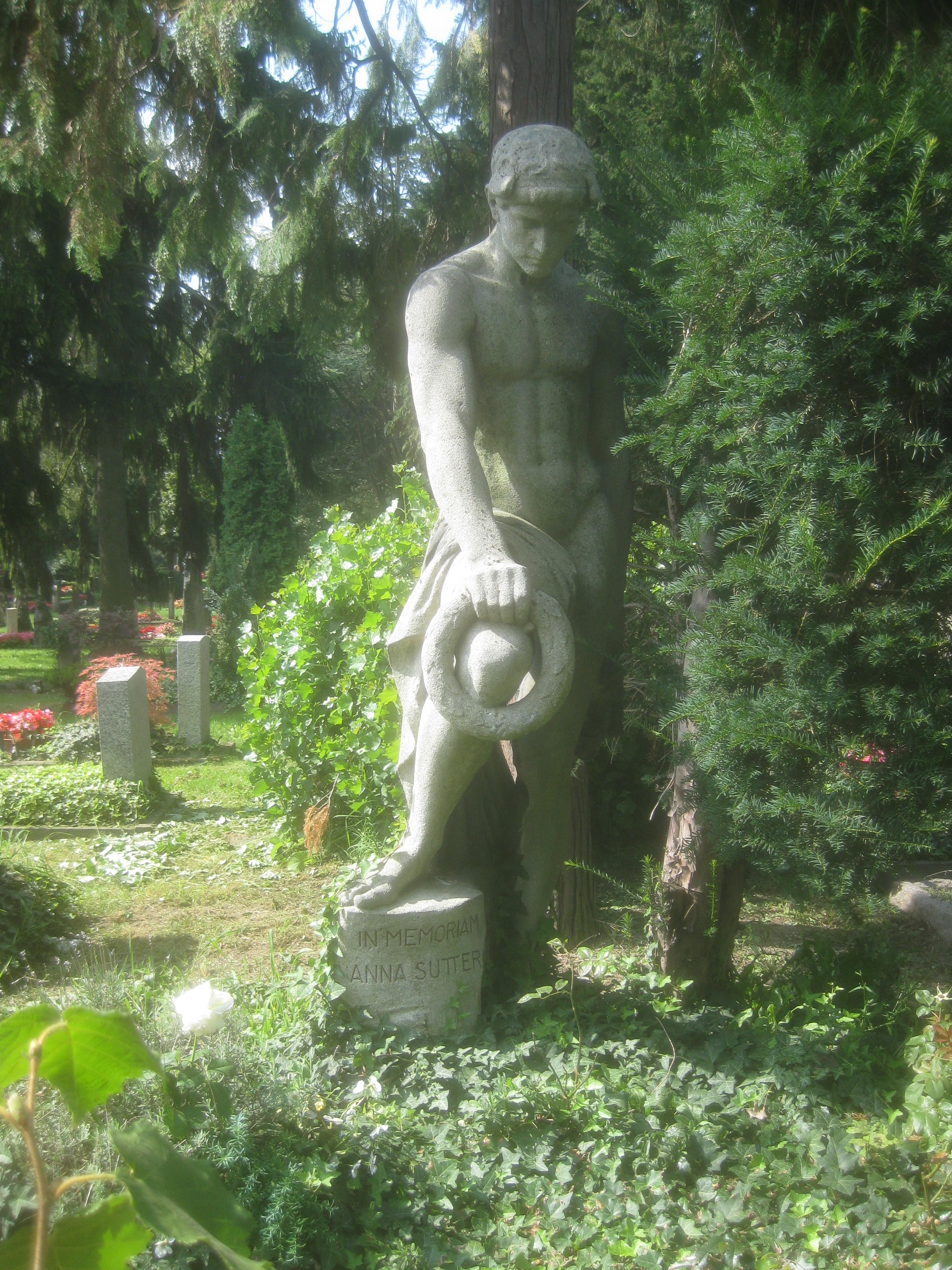
Grabmal für Anna Sutter
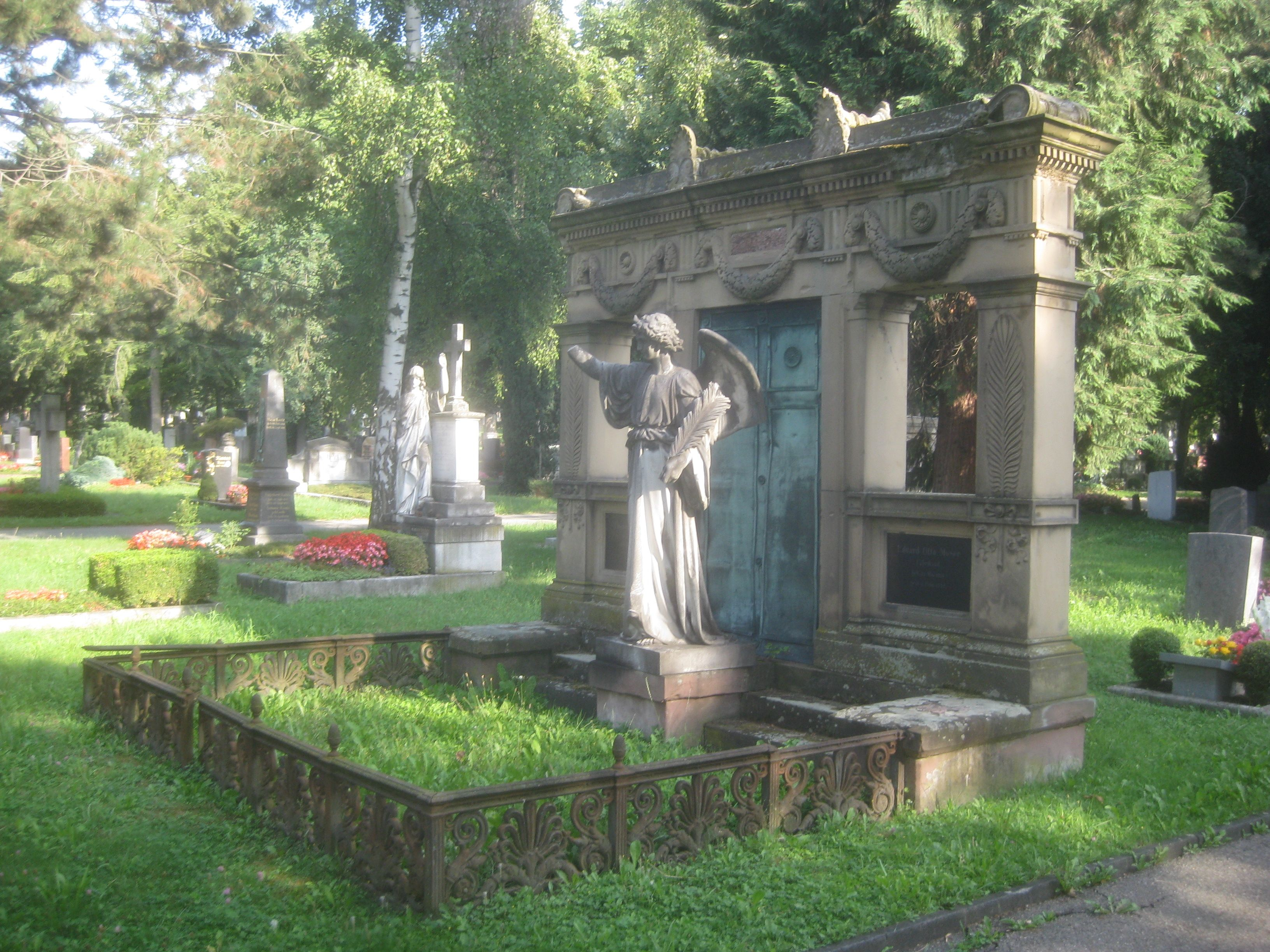
Familiengrab Moser
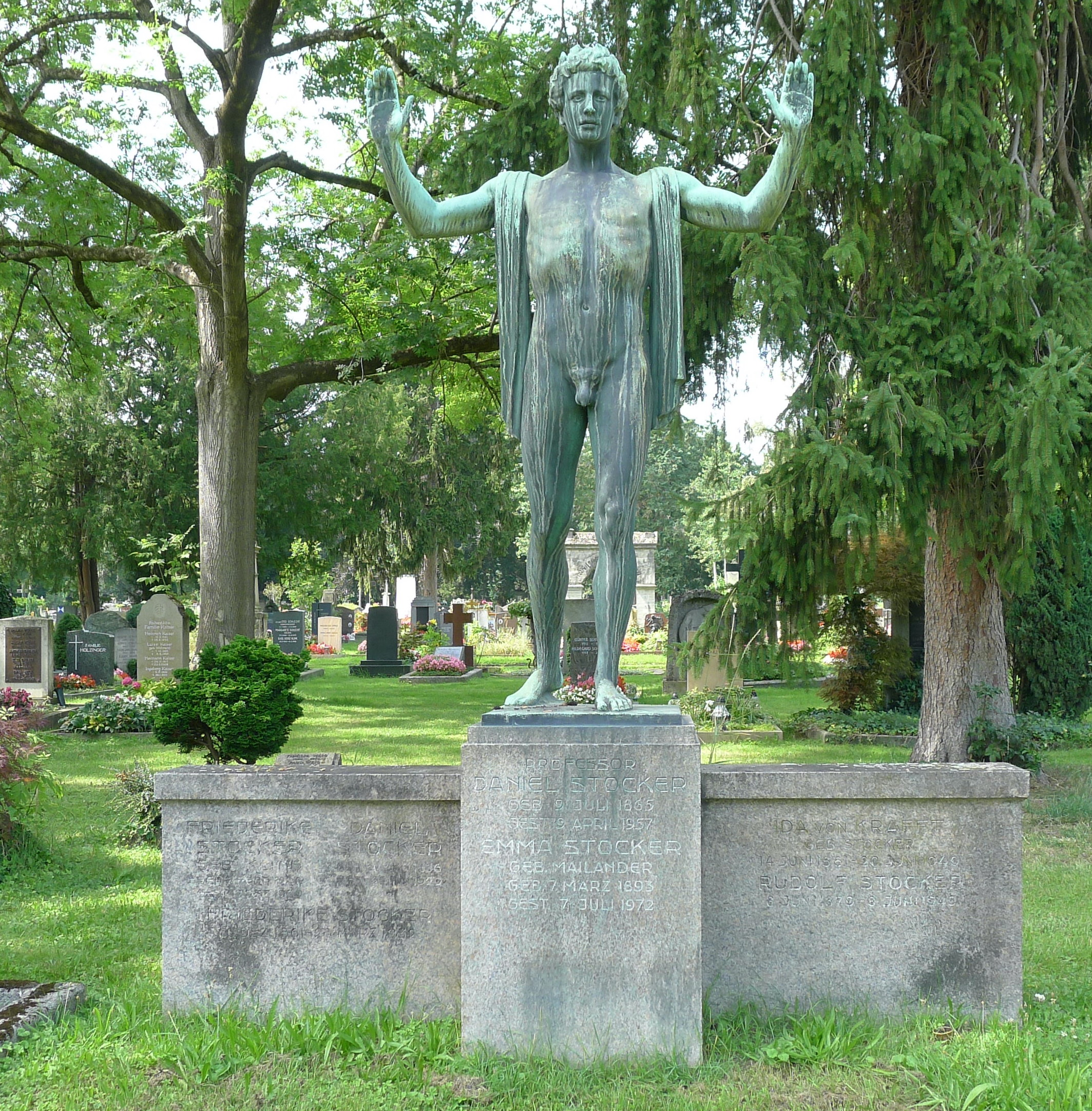
Familiengrab Stocker

## Feste/Veranstaltungen
- Lichterfest auf dem Killesberg